# Worlds of Fun
Worlds of Fun (litt. « mondes de l'amusement ») est un parc d'attractions situé à Kansas City dans le Missouri, aux États-Unis. Ouvert depuis 1973, il fut bâti par Lamar Hunt et Jack Steadman. En 1995, le parc fut racheté par le groupe Cedar Fair Entertainment. Le parc est lié au parc aquatique Oceans of Fun.

## Histoire
La grande ouverture de World of Fun se déroula le 26 mai 1973. Son emplacement a été choisi au nord d'une vaste zone industrielle développée par Hunt sur le Missouri dans le Comté de Clay. 
À cette époque, plusieurs projets se développèrent et transformèrent Kansas City comme [Kansas City International Airport, Bartle Hall et Kemper Arena. En 1976, une nouvelle section dans le parc fut ouverte pour célébrer le bicentenaire américain.
Le parc était représenté par trois mascottes durant les premières années : Sam Panda, Gertrude l’adorable gorille et Dan’l Coon.
En 1982, dix ans après l’ouverture du parc, Oceans of Fun, le parc aquatique ouvrit ses portes. Il faudra attendre encore dix années de plus pour que les deux parc soient rattachés.

## Parc d’attractions
Le parc est décoré d’après le roman de Jules Verne, Le Tour du monde en quatre-vingts jours. Il est divisé en six zones majeures :
- Scandinavie ;
- Afrique ;
- Europe ;
- Orient ;
- Amérique ;
- Océanie.

Le promeneur trouve également la zone Camp Snoopy destinée aux enfants. Cette zone change à plusieurs reprises de nom puisque le public la connaissait entre 1978 et 1986 sous le nom Aerodrome, puis Pandamonium de 1987 à 1997, Berenstain Bear Country de 1997 à 2000 et enfin Camp Snoopy depuis 2001.

### Montagnes russes

#### En fonction
| Nom              | Type                   | Constructeur                 | Année |
| ---------------- | ---------------------- | ---------------------------- | ----- |
| Boomerang        | Navette / Boomerang    | Vekoma                       | 2000  |
| Cosmic Coaster   | Junior                 | Preston & Barbieri           | 1993  |
| Mamba            | Hyper montagnes russes | D. H. Morgan Manufacturing   | 1998  |
| Patriot          | Inversées              | Bolliger & Mabillard         | 2006  |
| Prowler          | Bois                   | Great Coasters International | 2009  |
| Spinning Dragons | Tournoyantes           | Gerstlauer                   | 2004  |
| Timber Wolf      | Bois                   | Dinn Corporation             | 1989  |
| Zambezi Zinger   | Hybride                | Great Coasters International | 2023  |

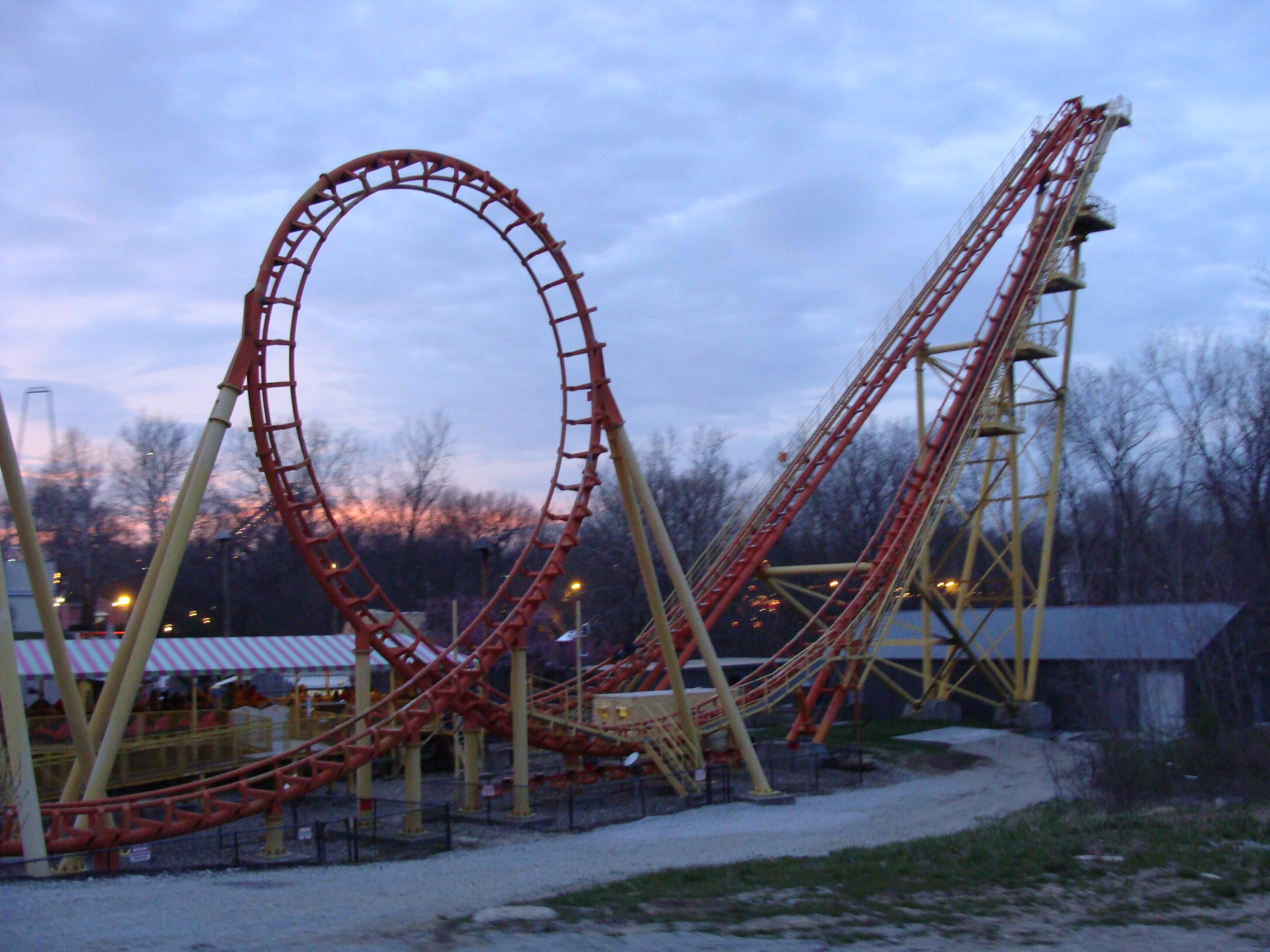
Boomerang
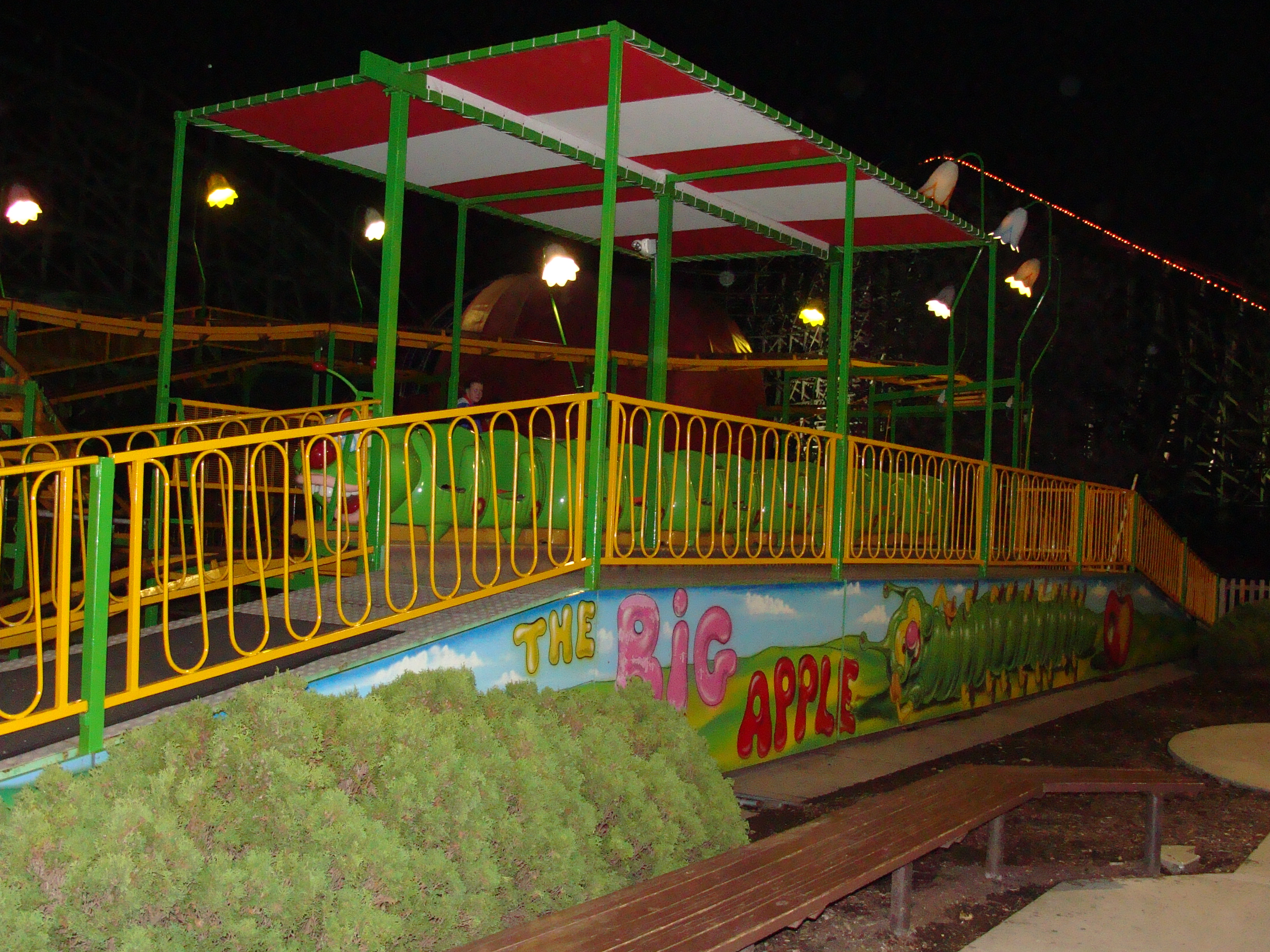
Cosmic Coaster
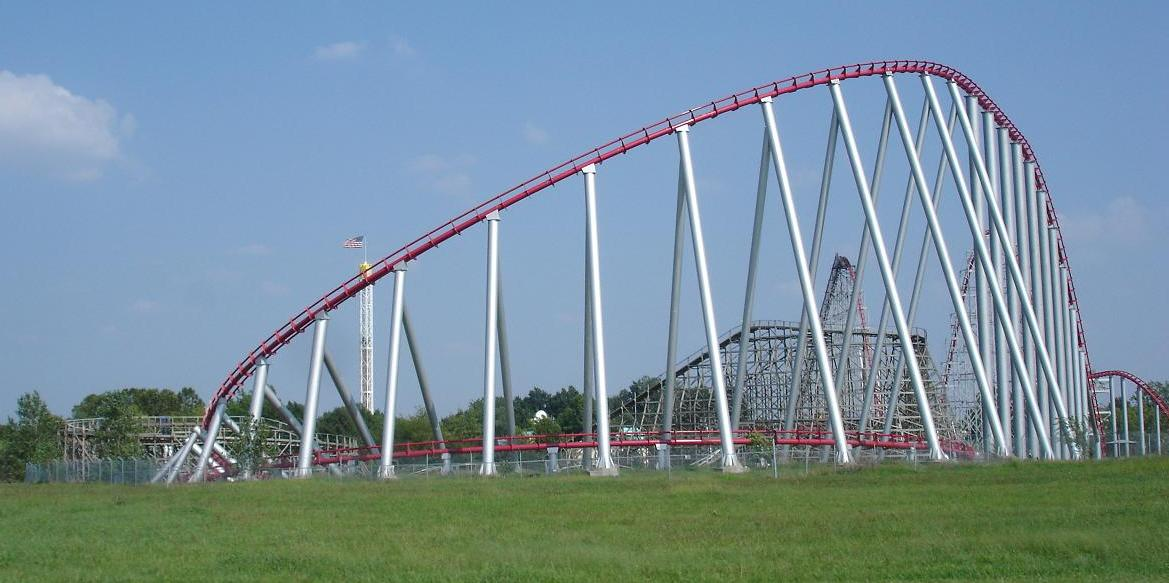
Mamba
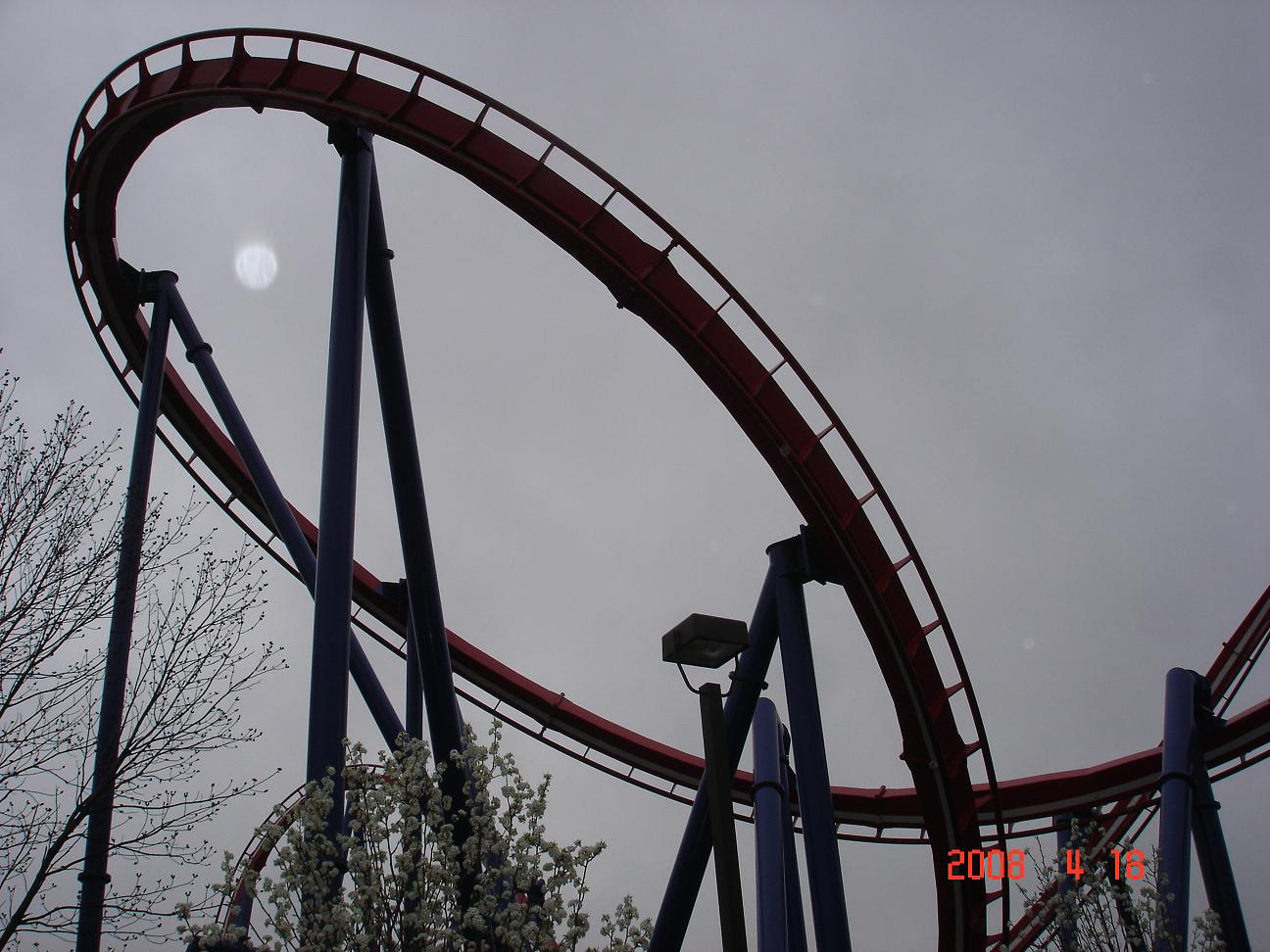
Patriot
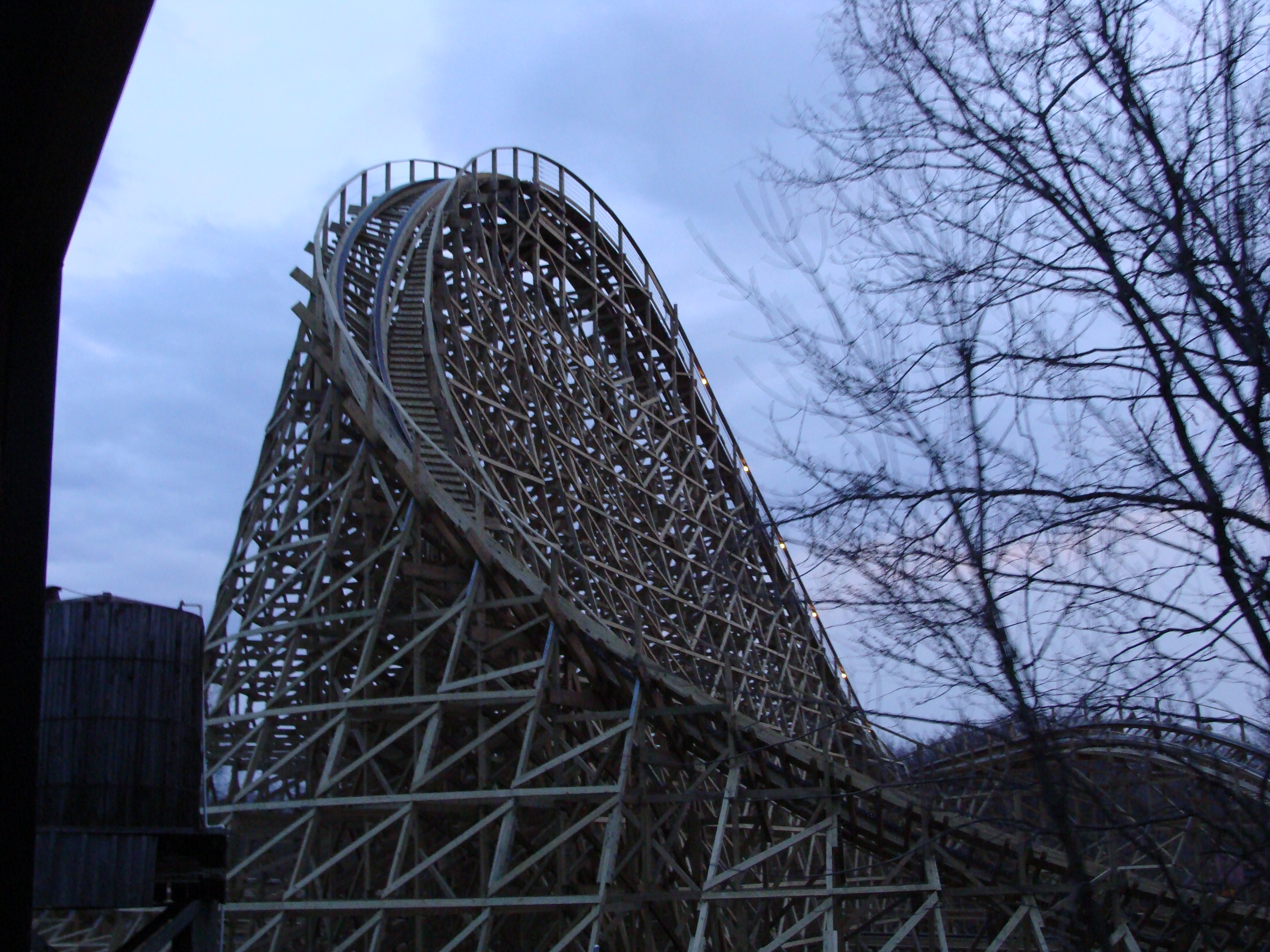
Prowler
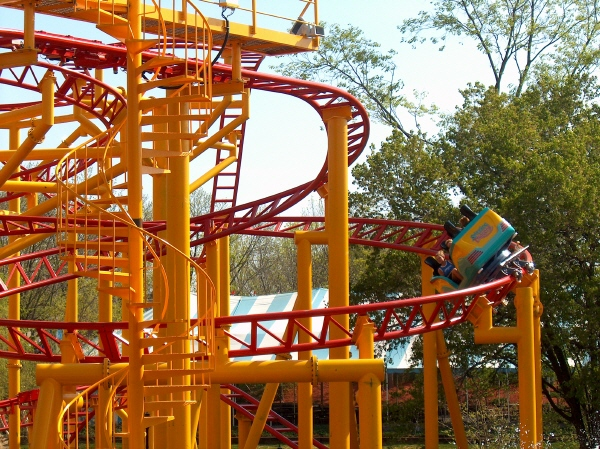
Spinning Dragons
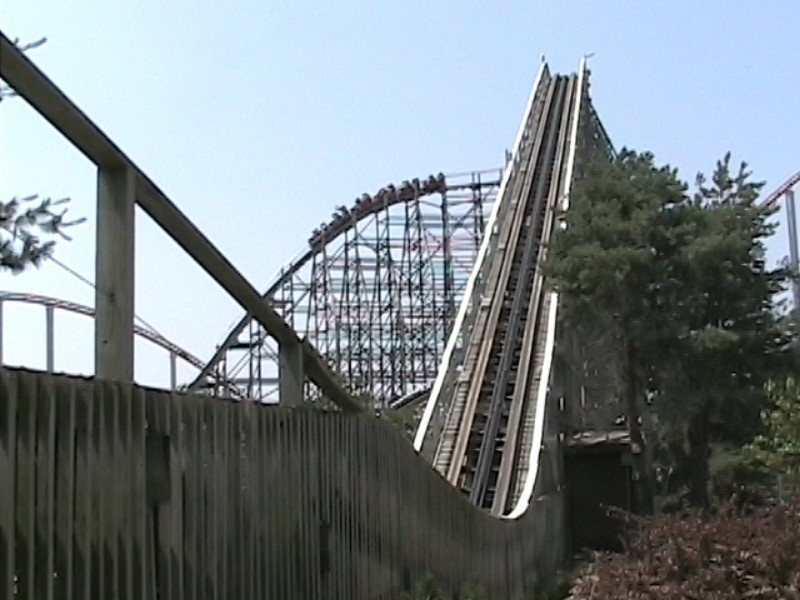
Timber Wolf
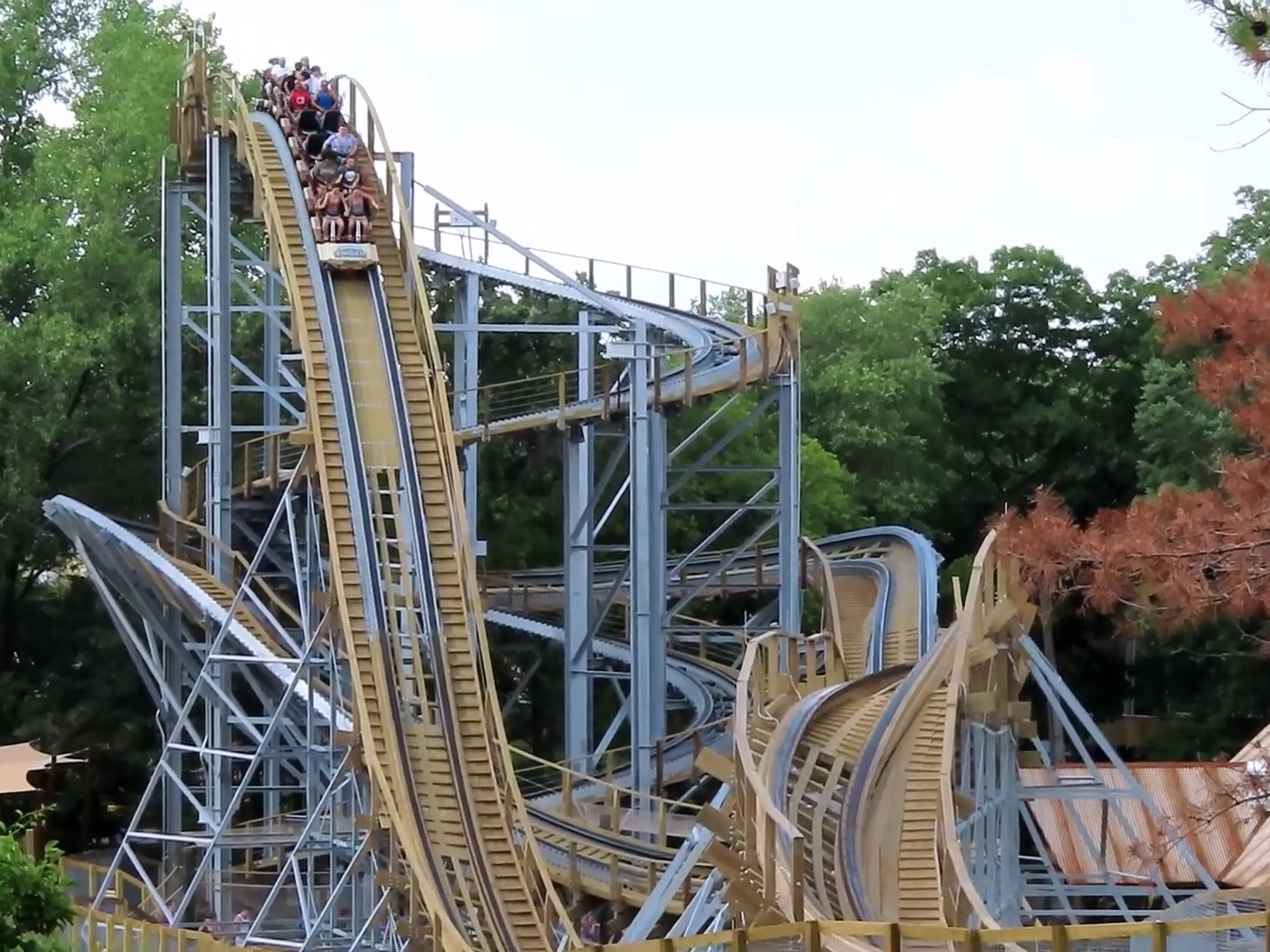
Zambezi Zinger

#### Disparues
- Extremeroller (1976 - 1988) Arrow Dynamics
- Orient Express (4/4/1980 - 26/10/2003) Arrow Dynamics
- Schussboomer (26/5/1973 - 1984) Anton Schwarzkopf
- Silly Serpent (26/5/1973 - 1987) Allan Herschell Company
- Zambezi Zinger (26/5/1973 - 1997) Anton Schwarzkopf

### Attractions aquatiques
- Fury of the Nile - Rivière rapide en bouées (1984)
- Monsoon - Shoot the Chute Intamin (1992)
- Viking Voyager - Bûches (1973)

### Autres attractions
- Autobahn - Autos-tamponneuses de Reverchon Industries
- Bamboozler - Round-up de Frank Hrubetz & Company (en)
- Bounce-A-Roos
- Camp Bus
- Charlie Brown's Windup
- Cyclone Sam's - Wipeout de Chance Rides
- Detonator - Space Shot (1996)
- Finnish Fling - Rotor de Chance Rides
- Fjörd Fjärlane - Swing Around de Huss Park Attractions
- Flying Dutchman - Flying Dutchman d'Intamin
- Grand Prix Raceway - Karting
- Head Over Wheels
- Krazy Kars
- Le Carrousel - Carrousel
- Le TaxiTour - Arrow Dynamics
- Linus' Beetle Bugs
- Octopus - Octopus de Lee Eyerly
- Peanunts Playhouse
- Peanunts Yacht Club
- Pony Promenade
- Red Baron - Baron rouge
- RipCord
- Road Rally
- Scrambler - Scrambler de Eli Bridge Company
- Sea Dragon - Chance Rides
- Skyliner - Grande roue de Eli Bridge Company
- Snoopy Bounce
- The Rock
- Thunderhawk - Top Spin de Huss Park Attractions
- Turntyke
- Woodstock's Airmail - Frog Hopper de S&S Worldwide
- Woodstock Express - Train junior
- World's of Fun Railroad - Train
- Zulu - Enterprise

## Worlds of Fun Village
En 2005, World of Fun ouvre son premier centre d'hébergement. Un campement adjacent au parc, situé derrière Mamba. 